# Paul Matschie
Paul Matschie (ur. 11 sierpnia 1861 w Brandenburg an der Havel, zm. 7 marca 1926 we Friedenau) – niemiecki zoolog. Pracował w Muzeum Historii Naturalnej w Berlinie na stanowisku kustosza działu ssaków. Studiował nauki przyrodnicze oraz matematykę na uniwersytetach w Halle i Berlinie, jednak żadnego z nich nie ukończył.

## Kariera
W 1886 roku dołączył do muzeum Berlińskiego jako wolontariusz, a w 1892 przejął kierownictwo w dziale ssaków. W 1924 został zastępcą głównego dyrektora muzeum.